# Macropsis luteus
Macropsis luteus är en insektsart som beskrevs av Evans 1935. Macropsis luteus ingår i släktet Macropsis och familjen dvärgstritar. Inga underarter finns listade i Catalogue of Life.